# Чернокурьинское
Чернокурьинское, Горькое озеро или Горькое Большое озеро — горько-солёное озеро на границе Мамонтовского, Новчихинского и Романовского районов Алтайского края России.
Озеро находится на высоте 199 м над уровнем моря в юго-восточной части Кулундинской степи, занимая ложбину реки Касмала, тянется в направлении юго-запад — северо-восток на 50 км при ширине около 6 км. Площадь озера составляет 140 км². Наибольшая глубина — 7,2 м. Берега плоские. Есть несколько островов.